# Tromsøregionen
Tromsøregionen er en af Norges 15 byregioner , beliggende i den nordvestlige del af det tidligere Troms (nu Troms og Finnmark) fylke i landsdelen Nord-Norge. Området er den del af Troms nord for Malangen, som ligger vest for Lyngen. Det tilhørte det gamle landskap Hålogaland. Områderne øst for Lyngen tilhørte tidligere det gamle landskap Finnmarken, som i hovedsagen var befolket af samer og kvener. Denne østlige del af det tidligere Tromsø fogderi kaldes i dag Nord-Troms.
Tromsøregionen omfatter landsdelshovedstaden Tromsø med omliggende land og består af de tre kommuner Balsfjord, Karlsøy og Tromsø med tilsammen 72.844 indbyggere (1. juli 2007) og et areal på 5.109 kvadratkilometer). Dette område udgør næringsregion Tromsøregionen (NHO) og har et interkommunalt regionsrådssamarbejde. 
Kommunerne Troms og Karlsøy er embedsområde for Tromsø domprovsti, mens Balsfjord hører til Indre Troms provsti, begge under Nord-Hålogaland bispedømme i Den norske kirke. Distriktet tilhører retsområdet for Nord-Troms tingrett under Hålogaland lagdømme.